# Młoda Ekstraklasa (2011/2012)
Młoda Ekstraklasa 2011/2012 – 5. edycja rozgrywek ligowych dla drużyn juniorskich uczestników Ekstraklasy 2011/2012. Sezon rozpoczął się 30 lipca 2011, a ostatnie mecze rozegrano 27 maja 2012. Pierwszą bramkę rozgrywek zdobył w 34. minucie meczu Lechia Gdańsk – Polonia Warszawa zawodnik gospodarzy Mariusz Korzępa (mecz zakończył się wynikiem 2:0).

## Drużyny
| Uczestnicy poprzedniej edycji                                                                                 | Uczestnicy poprzedniej edycji | Uczestnicy poprzedniej edycji | Uczestnicy poprzedniej edycji |
| --- | ----------------------------- | ----------------------------- | ----------------------------- |
| ZLU | Zagłębie Lubin                | 1                             |                               |
| LEG | Legia Warszawa                | 2                             |                               |
| RCH | Ruch Chorzów                  | 3                             |                               |
| GZA | Górnik Zabrze                 | 4                             |                               |
| PWA | Polonia Warszawa              | 5                             |                               |
| WID | Widzew Łódź                   | 6                             |                               |
| WKR | Wisła Kraków                  | 7                             |                               |
| JAG | Jagiellonia Białystok         | 8                             |                               |
| LPO | Lech Poznań                   | 10                            |                               |
| ŚLĄ | Śląsk Wrocław                 | 11                            |                               |
| BEŁ | GKS Bełchatów                 | 12                            |                               |
| LGD | Lechia Gdańsk                 | 13                            |                               |
| CRA | Cracovia                      | 14                            |                               |
| KOR | Korona Kielce                 | 16                            |                               |
| Nowe drużyny – beniaminkowie Ekstraklasy                                                                      |                               |                               |                               |
| ŁKS | ŁKS Łódź                      | –                             |                               |
| POD | Podbeskidzie Bielsko-Biała    | –                             |                               |
| Oznaczenia: - kolumna pierwsza – skróty nazw drużyn, - kolumna trzecia – miejsce zajęte w poprzednim sezonie. |                               |                               |                               |

## Rozgrywki
W przeciwieństwie do rozgrywek Ekstraklasy, w Młodej Ekstraklasie nie ma strefy spadkowej – po sezonie zostały wycofane z niej drużyny juniorskie zespołów zdegradowanych z najwyższej klasy rozgrywkowej. Zastąpiły je w kolejnej edycji drużyny juniorskie beniaminków Ekstraklasy 2012/2013.

### Tabela
| Lp. | Drużyna                    | M  | Z  | R  | P  | Bramki | Bramki | Różn. | Pkt | Uwagi                       | Bezpośrednio                |
| --- | -------------------------- | -- | -- | -- | -- | ------ | ------ | ----- | --- | --------------------------- | --------------------------- |
| 1   | Legia Warszawa (M)         | 30 | 21 | 7  | 2  | 71     | 27     | +44   | 70  |                             |                             |
| 2   | Zagłębie Lubin             | 30 | 18 | 5  | 7  | 57     | 38     | +19   | 59  |                             |                             |
| 3   | Śląsk Wrocław              | 30 | 16 | 5  | 9  | 45     | 33     | +12   | 53  |                             |                             |
| 4   | Polonia Warszawa           | 30 | 14 | 8  | 8  | 62     | 45     | +17   | 50  | PWA – BEŁ 5:0 BEŁ – PWA 3:1 |                             |
| 5   | GKS Bełchatów              | 30 | 15 | 5  | 10 | 44     | 46     | −2    | 50  | PWA – BEŁ 5:0 BEŁ – PWA 3:1 |                             |
| 6   | Górnik Zabrze              | 30 | 14 | 7  | 9  | 53     | 37     | +16   | 49  |                             |                             |
| 7   | Korona Kielce              | 30 | 14 | 5  | 11 | 51     | 45     | +6    | 47  |                             |                             |
| 8   | Lech Poznań                | 30 | 13 | 7  | 10 | 53     | 41     | +12   | 46  |                             |                             |
| 9   | Widzew Łódź                | 30 | 11 | 10 | 9  | 42     | 45     | −3    | 43  |                             |                             |
| 10  | Jagiellonia Białystok      | 30 | 10 | 10 | 10 | 39     | 39     | 0     | 40  |                             |                             |
| 11  | Ruch Chorzów               | 30 | 9  | 8  | 13 | 45     | 47     | −2    | 35  |                             |                             |
| 12  | Wisła Kraków               | 30 | 9  | 5  | 16 | 33     | 54     | −21   | 32  |                             |                             |
| 13  | Cracovia (W)               | 30 | 8  | 4  | 18 | 38     | 52     | −14   | 28  | Drużyna wycofana            |                             |
| 14  | ŁKS Łódź (W)               | 30 | 5  | 9  | 16 | 39     | 59     | −20   | 24  | Drużyna wycofana            | ŁKS – POD 2:2 POD – ŁKS 0:1 |
| 15  | Podbeskidzie Bielsko-Biała | 30 | 6  | 6  | 18 | 38     | 67     | −29   | 24  |                             | ŁKS – POD 2:2 POD – ŁKS 0:1 |
| 16  | Lechia Gdańsk              | 30 | 4  | 5  | 21 | 35     | 70     | −35   | 17  |                             |                             |

## Strzelcy
| Bramki | Strzelcy        | Drużyna          |
| ------ | --------------- | ---------------- |
| 14     | Michał Grunt    | Polonia Warszawa |
| 12     | Maciej Górski   | Legia Warszawa   |
| 11     | Jakub Bąk       | Korona Kielce    |
| 11     | Daniel Ciach    | Polonia Warszawa |
| 11     | Przemysław Kita | ŁKS Łódź         |
| 11     | Patryk Wolski   | Lech Poznań      |

Kompletna klasyfikacja strzelców – 90minut.pl

## Stadiony
| Miejscowość          | Stadion                                | Klub                            |
| -------------------- | -------------------------------------- | ------------------------------- |
| Bełchatów            | Stadion GKS                            | GKS Bełchatów                   |
| Białystok            | Stadion Miejski                        | Jagiellonia Białystok           |
| Bielsko-Biała        | Stadion Miejski                        | Podbeskidzie Bielsko-Biała      |
| Chorzów              | Stadion Ruchu                          | Ruch Chorzów                    |
| Ciochowice           | Stadion Przyszłości                    | Górnik Zabrze                   |
| Gdańsk               | Stadion MOSiR                          | Lechia Gdańsk                   |
| Juchnowiec Kościelny | Stadion Magnata Juchnowiec             | Jagiellonia Białystok           |
| Kielce               | Stadion Korony                         | Korona Kielce                   |
| Kraków               | Centrum treningowe przy ul. Wielickiej | Cracovia                        |
| Kraków               | Stadion Wawelu                         | Wisła Kraków                    |
| Lubin                | Stadion Górniczy                       | Zagłębie Lubin                  |
| Łódź                 | Stadion Widzewa Łódź                   | Widzew Łódź                     |
| Łódź                 | Stadion MOSiR w Łodzi                  | ŁKS Łódź                        |
| Nadarzyn             | Stadion GOS                            | Polonia Warszawa                |
| Pruszków             | Stadion Znicza                         | Legia Warszawa                  |
| Starogard Gdański    | Stadion Miejski im. Kazimierza Deyny   | Lechia Gdańsk                   |
| Sulejówek            | Stadion MOS                            | Legia Warszawa Polonia Warszawa |
| Warszawa             | Stadion Wojska Polskiego               | Legia Warszawa                  |
| Warszawa             | Stadion MBOPN                          | Polonia Warszawa                |
| Wrocław              | Stadion Oporowska                      | Śląsk Wrocław                   |
| Wronki               | Stadion Amiki                          | Lech Poznań                     |
| Zabierzów            | Gminny Stadion Sportowy                | Wisła Kraków                    |
| Zabrze               | Stadion im. Ernesta Pohla              | Górnik Zabrze                   |